# Памятник Галине Петровой (Новочеркасск)
Памятник Галине Петровой — памятник Герою Советского Союза, медицинской сестре 386-го отдельного батальона морской пехоты Новороссийской военно-морской базы Черноморского флота, главстаршине, Петровой Галине Константиновне в городе Новочеркасск Ростовской области. Адрес памятника: улица Просвещения, 132.

## История
Памятник Герою Советского Союза Галине Петровой, санинструктору батальона морской пехоты, был установлен и открыт в 1963 году перед главным корпусом Южно-Российского государственного политехнического университета, ЮРГТУ (НПИ), в котором она училась на лесохозяйственном факультете с 1940 года. Памятник был создан на средства, которые собирались по подписке среди школьников, студентов и преподавателей вузов города Новочеркасска и средних профессионально-технических училищ. Пьедестал бюста был изготовлен по проекту преподавателя Новороссийского политехнического института архитектора В. П. Котелевского.
Медицинская сестра 386-го отдельного батальона морской пехоты Новороссийской военно-морской базы Черноморского флота Галина Константиновна Петрова родилась в украинском городе Николаеве 9 сентября 1920 года. Закончив в 1940 году с отличием школу города Новороссийска, она поступила учиться на лесохозяйственный факультет Новочеркасского инженерно-мелиоративного института (ныне ЮРГТУ). С началом Великой Отечественной войны она пошла учиться на краснодарские курсы медицинских сестер.
По окончании учебы служила в 386-м отдельном батальоне морской пехоты (Новороссийская ВМБ, Черноморский флот). Принимая участие в Керченско-Эльтигенской десантной операции осенью 1943 года, медицинская сестра Петрова Г. К. под немецким огнём высадилась с батальоном на Крымское побережье Черного моря у посёлка Эльтиген (ныне пос. Героевское, Крым). После высадки, минуя колючую проволоку и минное поле, она бросилась вперед, увлекая за собой солдат. За одну ночь медсестра вынесла с поля боя около двадцати раненых солдат.
Указом Президиума Верховного Совета СССР от 17 ноября 1943 года за образцовое выполнение боевых заданий командования, проявленные мужество и героизм в боях с немецко-фашистскими захватчиками главстаршине Петровой Галине Константиновне было присвоено звание Героя Советского Союза.
Впоследствии Г. К. Петрова принимала участие в отражении немецких атак, 3 декабря 1943 года получила ранение и попала в медсанбат. 4 декабря 1943 года в медсанбат угодила бомба. Среди погибших была и медицинская сестра Петрова Г. К. Похоронили её в Крыму, в посёлке Героевское.
Памятник, установленный Петровой Г. К. у здания ЮРГТУ представляет собой бюст на высоком постаменте. На постаменте написаны слова: «Галине Петровой. 1920—1943. студенты.» В 2015 году памятник был реставрирован.